# Víctor Aquino
Víctor Marcelino Aquino Romero (Asunción, 26 novembre 1985) è un calciatore paraguaiano, attaccante dello Deportivo Táchira.

## Palmarès

### Club

#### Competizioni nazionali
- Campionato paraguaiano: 1

Nacional: Clausura 2009